# 병영문학상
병영문학상은 장병들에게 문예창작 능력 계발 및 역량 발휘의 기회를 제공하기 위해 국방부에서 2002년에 제정한 문학상이다. 육·해·공군 및 직할부대 전 장병을 대상으로 하며 수상자는 최우수상으로 하며 국방부 장관 상장과 상금 300만원이 수여되고 한국문인협회 회원으로 가입되고 당선작은 월간 문예에 게재되며 작품집을 출판하여 각 부대에 보급한다.

## 역대 수상 작품
- 2002년 1회[2]
  - 시 '겨울 섬 살이' 6편 연작시(해군 군수사 이병택 소령)
  - 수필 '계단'(육군 제2 기갑여단 박동준 일병)

- 2003년 2회[3]
  - 시  최승철(육군 상사) ‘겨울의 훈장’
    - 우수=길동호(공군 중사) ‘풍년고물상’, 임대균(육군 일병) ‘강안대대에서’
    - 가작=이광호(육군 상병) ‘탄약병과 야생초’, 임경섭(육군 상병) ‘창밖으로’, 김정현(공군 일병) ‘어둠의 기록’, 이윤기(육군 일병) ‘죽음에 관하여’

  - 수필  김성환(육군 병장) ‘잠깐의 여유, 그 편안함을 위하여’
    - 우수=정광식(육군 소령) ‘고향소식’, 김황(육군 상병) ‘빨래 너는 하루’ ◇가작=김남금(육군 대위) ‘네 잎 클로버’, 김동찬(육군 상병) ‘내 임무는 의무병’, 도형주(육군 상병) ‘거울의 뒷면’, 이성도(육군 일병) ‘아버지와 번지점프를 하다’

- 2004년 3회[4]
  - 시 '소금이 온다'(육군 광개토부대 본부대 임대균 병장)
  - 수필 '꿈꾸는 일기'(육군 열쇠부대 유인혁 일병)

- 2005년 4회[5]
  - 시 ‘사랑니에 대하여’(육군 이기한 일병)
  - 수필  ‘콩 대궁과 방울 토마토’(육군 김한준 병장)
  - 단편소설 ‘외톨박이’(공군 김인학 일병)

- 2006년 5회[6]
  - 시 「박물관 옆 공중전화」 (일병 안재융, 육군 제62보병사단)
  - 수필 「행복식당」 (병장 박철우, 육군 수도기계화보병사단)
  - 단편 소설「홈런 한방 부탁해요」(소위 최종인, 육군 제6포병여단)

- 2007년 6회[7]
  - 시 '돌 속에 작은 귀'(육군 윤태진 일병)
  - 수필 '솔비를 추억하며'(육군 곽세호 상병)
  - 소설 '배상병, 다치기로 결심하다'(공군 이진양 병장)

- 2008년 7회[8]
  - 시 '꽃이 핀 밤나무'(류 진 육군 일병)
  - 수필 '초심(初心)을 그리며'(권순애 육군 대위(진))
  - 단편소설 '배나무집 아재'(전경학 육군 대위)

- 2009년 8회

- 2010년 9회[9]
  - 시 '민들레'(육군 박강민 일병)
  - 수필 '컴퓨터의 일생'(육군 김태영 대위)
  - 단편소설은 '오석'(육군 정문구 일병)

- 2011년 10회[10]
  - 시  땀 흘린 긴 행군 끝에 깨달은 아버지의 헌신적인 삶의 자세를 간결한 문장으로 표현한 '행군'(김성주 국군기무사령부 일병)
  - 수필  '이 세상에서 가장 못 생긴 손'(공군 서재석 일병)
  - 단편소설 '이만강'(해군 김희년 병장)

- 2012년 11회
  - 단편소설 '전장에 드리운 석양 앞에서'(국방대학교 근무지원대 김원재 병장)[11]

- 2013년 12회[12]
  - 시  '갯벌의 잠'(이상윤 육군 상병)
  - 수필  '민들레 한송이의 긍정'(윤성태 육군 일병)
  - 단편소설  '치노바지'(최호진 공군 상병)[13]

- 2014년 13회[14]
  - 시  '연어'(김현석 국군 화생방 방호사령부 병장)
  - 수필  '두 분의 아버지'(김병철 해병대사령부 병장)
  - 단편소설 '그의 탄환'(이돈희 육군6공병여단 병장)

- 2015년 14회[15]
  - 시  <당신을 들어 올리며>(황태성 대위)
  - 수필  <여군과 네일아트>(전하나 대위)
  - 단편소설 <국경선에서>(최영우 병장)

- 2016년 15회[16]
  - 시  '고향으로 돌아오는 길에'(공혜진 중위)
  - 수필  '진정한 태양의 후예'(정재민 병장)
  - 단편소설  '135mm'(이원종 예비역 병장)

- 2017년 16회[17]
  - 시  <천체관측>(김재운 병장)
    - 우수상 <빛의 기록>’(이항로 병장), <뿌리>(유선우 상병)

  - 수필 <아버지의 정원>(강명숙 준위)
    - 우수상 <나의 꿈 그리고 눈물>(윤원섭 상병), <아버지의 전투화>(김학도 병장)

  - 단편소설  <여명의 헌신>(김준경 상병)
    - 우수상 <여경>(이승회 병장), <눈먼 봉사>(김준하 예비역 병장)
- 2018년 17회[18]
  - 시  <사과의 시간>(심상민 상병, 해군부산항만방어전대)
    - 우수상 <미술시간>(백승민 소위, 육군9사단), <티눈>(이용수 병장, 육군17사단)

  - 수필 <다시 만나다>(임기현 상병, 육군군수사)
    - 우수상 <엄마 군인의 변>(석혜선 소령(진), 육군9사단), <8월의 붉은 하늘>(전병율 소령(진), 육군항공작전사)

  - 단편소설 <반창고>(최재현 상병, 육군60사단)
    - 우수상 <마두라 이야기>(박성하 소령, 육군6군단), <더 트래블러: 여행의 비밀>(이명훈 상병, 육군22사단)